# Pyrrholaemus
Pyrrholaemus là một chi chim trong họ Acanthizidae.